# Survivor (romanzo)
Survivor è il secondo romanzo dello scrittore statunitense Chuck Palahniuk pubblicato nel 1999. Racconta la storia dell'unico sopravvissuto al suicidio collettivo di una setta di fanatici religiosi, i Creedish, che senza volerlo diventa un leader mediatico schiavo del suo entourage e del successo.
La religione svenduta alle piccolezze quotidiane diventa lo strumento con cui l'autore sbeffeggia la società edonista amante del futile.

## Trama
(Saluto tradizionale Creedish)
Il libro inizia con il dirottamento di un aereo ad opera di Tender Branson.
Il suo scopo è quello di farsi schiantare sul deserto dell'Australia. Prima però la scatola nera registrerà la storia della sua vita.
Tramite l'analessi scopriamo che Tender è uno degli ultimi sopravvissuti del suicidio di massa della setta Creedish, i cui membri predicano la realizzazione attraverso il lavoro e l'abnegazione al servizio degli altri. Solo i primogeniti maschi hanno il diritto di avere famiglia e di rimanere nella comunità mentre gli altri sono dissuasi dall'avere figli, attraverso un oscuro e abietto rito. Sono inoltre costretti ad abbandonare il villaggio non appena diciassettenni ed essere sfruttati al servizio di altri. Il vero obiettivo dei Creedish è quello di accumulare ricchezze a spese degli ex membri, obbligati a lavorare per abbienti famiglie e inviare i guadagni alla comunità.
La sua vita cambierà dopo due avvenimenti: la conoscenza con Fertility Hollis, novella Cassandra, una ragazza con il dono della preveggenza e il suicidio di tutti gli altri sopravvissuti. Creduto l'ultimo dei Creedish, grazie all'arrivismo del suo equivoco impresario e alla chiaroveggenza di Fertility, diventa un famoso predicatore di masse e una stella televisiva. Dopo aver scoperto che la maggior parte dei correligionari non si è suicidata ma è stata sterminata dal fratello Adam, sospettato dalla polizia di essere lui l'omicida seriale, fugge per gli Stati Uniti dopo essere sfuggito alla cattura nel tentativo di ritrovare il proprio equilibrio lasciandosi alle spalle i trascorsi traumatici, il plagio subito e i disturbi comportamentali.
La storia è narrata in prima persona da Tender che la registra nella scatola nera del Boeing 747 dirottato. Mentre l'aereo, prossimo a esaurire il carburante, si dirige verso il disastro, il numero delle pagine conteggiate a ritroso e i capitoli numerati da quarantasette a uno sottolineano l'inevitabile epilogo in un progressivo conto alla rovescia.

## Personaggi
Tender BransonTrentatreenne protagonista del romanzo. Votato al servizio degli altri, plagiato dalla sua religione, grazie alla notorietà derivata dal suicidio di massa dei suoi correligionari, diventa una star religiosa e un predicatore televisivo.
Fertility HollisGiovane chiaroveggente. Pur essendo sterile, si mantiene proponendosi come utero in affitto.
L'AgenteIl bieco impresario senza scrupoli che sfrutterà la notorietà di Tender facendo di lui una celebrità religiosa affetta da svariate forme di dipendenza alle droghe, agli psicofarmaci, agli anabolizzanti.
Adam BransonIl fratello primogenito di Tender. Scopre che la sua religione non ha altro scopo che lo sfruttamento degli adepti e si vendica sterminando la sua comunità.

## Temi
Tema principale dell'opera è la critica alla moderna società contemporanea dominata dal culto dell'effimero e dell'apparenza, costumi questi messi alla berlina dall'autore grazie all'uso di una satira corrosiva.

## Edizioni
- Chuck Palahniuk, Survivor, traduzione di Michele Monina e Giovanna Capogrossi, collana Piccola Biblioteca Oscar Mondadori, Mondadori, 2004,  p. 289, ISBN 88-04-52137-6.